# Ed Asich
Ed Asich (iota Draconis) is een ster in het sterrenbeeld Draak (Draco).
De ster staat ook bekend als Eldsich, Al Dhiba en Al Dhini.
De ster heeft een planeet (ook Hypatia genaamd), hoogstwaarschijnlijk een excentrische Jupiter